# Kanton Luneray
Kanton Luneray (francouzsky Canton de Luneray) je francouzský kanton v departementu Seine-Maritime v regionu Normandie. Tvoří ho 73 obcí. Zřízen byl v roce 2015.

## Obce kantonu
| - Anneville-sur-Scie - Auffay - Auppegard - Auzouville-sur-Saâne - Avremesnil - Bacqueville-en-Caux - Beautot - Beauval-en-Caux - Belleville-en-Caux - Belmesnil - Bertreville-Saint-Ouen - Bertrimont - Biville-la-Baignarde - Biville-la-Rivière - Le Bois-Robert - Brachy - Calleville-les-Deux-Églises - Le Catelier - Les Cent-Acres - La Chapelle-du-Bourgay - La Chaussée - Criquetot-sur-Longueville - Crosville-sur-Scie - Dénestanville - Étaimpuis | - La Fontelaye - Fresnay-le-Long - Gonnetot - Gonneville-sur-Scie - Greuville - Gruchet-Saint-Siméon - Gueures - Gueutteville - Hermanville - Heugleville-sur-Scie - Imbleville - Lamberville - Lammerville - Lestanville - Lintot-les-Bois - Longueville-sur-Scie - Luneray - Manéhouville - Montreuil-en-Caux - Muchedent - Notre-Dame-du-Parc - Omonville - Rainfreville - Royville | - Saâne-Saint-Just - Saint-Crespin - Saint-Denis-sur-Scie - Saint-Germain-d'Étables - Saint-Honoré - Saint-Maclou-de-Folleville - Saint-Mards - Saint-Ouen-du-Breuil - Saint-Ouen-le-Mauger - Saint-Pierre-Bénouville - Saint-Vaast-du-Val - Saint-Victor-l'Abbaye - Sainte-Foy - Sassetot-le-Malgardé - Sévis - Thil-Manneville - Tocqueville-en-Caux - Torcy-le-Grand - Torcy-le-Petit - Tôtes - Val-de-Saâne - Varneville-Bretteville - Vassonville - Vénestanville |